# Yvonne Strahovski
Yvonne Strahovski, artiestennaam van Yvonne Jaqueline Strzechowski, (Sydney, 30 juli 1982) is een Australische actrice van Poolse komaf. Ze verkreeg grote bekendheid door haar rollen als Sarah Walker in Chuck, Hannah McKay in Dexter en Serena Joy Waterford in The Handmaid's Tale.
Strahovski werd geboren in Maroubra, New South Wales, een voorstad van Sydney. Haar ouders Peter and Bozena Strzechowski emigreerden vanuit Warschau naar Australië. Daar studeerde ze aan het Santa Sabina College en de University of Western Sydney.
In 2017 trouwde ze met Tim Loden, met wie ze dan al zes jaar samen was. Het paar heeft drie zonen.

## Filmografie

### Film
- BlackJack: Dead Memory (2006) – Belinda
- Gone (2007) – Sondra
- The Plex (2008) – Sarah
- Person of Interest (2009) – Lara
- The Canyon (2009) – Lori Conway
- I Love You Too (2010) – Alice
- Matching Jack (2010) – Veronica
- LEGO De avonturen van Clutch Powers (2010) – Peg Mooring (stem)
- Killer Elite (2011) – Anne Frazier
- The Outback (2012) – Miranda (stem)
- The Guilt Trip (2012) – Jessica
- I, Frankenstein (2014) – Terra
- The Tomorrow War (2021) – Muri Forester

### Televisie
- Double the Fist: seizoen 1 (2004) – Suzie (1 aflevering)
- Headland: seizoen 1 (2005–2006) – Freya Lewis (33 afleveringen)
- Sea Patrol: seizoen 1 (2007) – Martina Royce (1 aflevering)
- Chuck: seizoen 1-5 (2007–2012) – Sarah Walker (91 afleveringen)
- CollegeHumor Originals: seizoen 1 (2011) – Katy Perry / Kesha / Lady Gaga / Justin Bieber (1 aflevering)
- Dexter: seizoen 7-8 (2012–2013) – Hannah McKay (17 afleveringen)
- Louie: seizoen 4 (2014) – Blake (Model) (1 aflevering)
- 24: Live Another Day: miniserie (2014) – Kate Morgan (12 afleveringen)
- The Handmaid's Tale: seizoen 1-6 (2017–2025) – Serena Joy Waterford (58 afleveringen)
- Stateless: miniserie (2020) – Sofie Werner (6 afleveringen)

### Games
- Mass Effect 2 (2010) – Miranda Lawson (stem en model voor personage)
- The 3rd Birthday (2010) – Aya Brea (stem)
- Mass Effect 3 (2012) – Miranda Lawson (stem en model voor personage)